# Bryconadenos
Bryconadenos es un género de peces de la familia de Characidae en el orden de los Characiformes.

## Especies
Hay dos especies en este género:
- Bryconadenos tanaothoros S. H. Weitzman, Menezes, Evers & J. R. Burns, 2005
- Bryconadenos weitzmani Menezes, Netto Ferreira & K. M. Ferreira, 2009